# Canthon simulans
Canthon simulans är en skalbaggsart som beskrevs av Martinez 1950. Canthon simulans ingår i släktet Canthon och familjen bladhorningar. Inga underarter finns listade.